# Пасмо юності

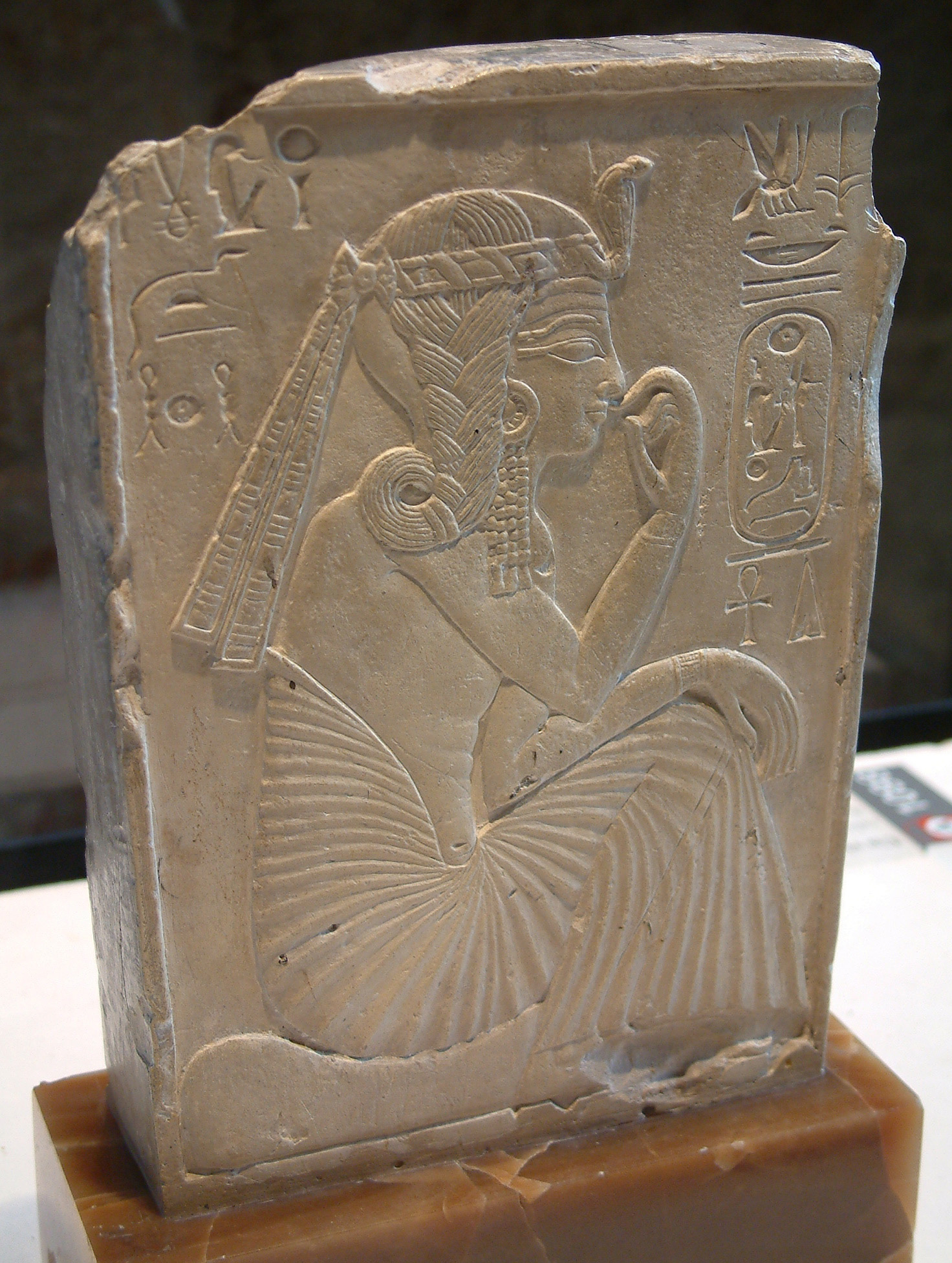
Молодий фараон Рамзес II з пасмом юності.

Пасмо юності (youth side lock) — сплетене пасмо волосся, що звисає збоку поголеної голови молодого фараона, був поширений в стародавньому Єгипті.
Джерела говорять, що хлопчики-фараони припиняли носити пасмо юності після ініціалії/посвячення в стан дорослого фараона, коли їм виповнялось близько 15-ти років.
У давньоєгипетському мистецтві молоді фараони та боги зображалися голими з одним із пальців в роті, поголеними та з пасмом юності.